# Ариобарзан
Ариобарзан (на старогръцки: Ἀριοβαρζάνης) е персийски благородник и сатрап на провинция Персис.
Според някои историци Ариобарзан е син на Артабаз II, синът на Фарнабаз II (сатрап на Фригия).
По време на управлението на Дарий III от рода на Ахеменидите Ариобарзан е най-късно 331 г. пр. Хр. сатрап на Персис, централната провинция на Великото персийско царство със столицата му Персеполис. Ариобарзан ръководи войската си от провинцията в решителната Битка при Гавгамела (1 октомври 331 г. пр. Хр.) против македонския цар Александър Велики.  При забелязаната загуба на персийците, Ариобарзан и великият цар бягат от бойното поле на битката при Персийската врата (януари 330 г. пр. Хр.).  Той се връща в своята провинция.
Александър, с част от войската си, обгражда отрядите на Ариобарзан, и през януари 330 г. пр. Хр. Персеполис е завладян. 
Ариобарзан води битка на река Араксес (Бендемир) при която е убит в 330 г. пр.н.е.
Александър поема владението в Персис, където поставя за свой сатрап персиеца Фразаорт († 327/326 г. пр. Хр.).